# Alma Siedhoff-Buscher
Alma Siedhoff-Buscher (Kreuztal, Rin del Nord-Westfàlia, 4 de gener de 1899 - Buchschlag, Offenbach, 25 de setembre de 1944), nascuda com a Alma Buscher, va ser una fustera i dissenyadora alemanya, una de les primeres a dissenyar joguines, mobles i interiors pensats exclusivament per a nenes i nens.

## Trajectòria
Alma Buscher va néixer a la ciutat de Kreuztal, a Rin del Nord-Westfàlia (Alemanya). A partir de 1917 va estudiar a l'Escola Reimann de Berlín, a la Unterrichtsanstalt, l'Escola d'Arts Aplicades vinculada al Museu d'Arts Decoratives de Berlín, i també a la Bauhaus.

Buscher va començar els estudis el 1922 a la Bauhaus, a Weimar. Inicialment, igual que la resta dels seus companys, va assistir al curs preliminar dirigit per Johannes Itten i a les classes de Paul Klee i Wassily Kandinsky. Més tard va ser acceptada en el taller de teixit, dirigit per Georg Muche, però el 1923 es va canviar al taller d'escultura en fusta que dirigia Josef Hartwig. El 1923 va formar part de la primera exposició de la Bauhaus, per a la qual va dissenyar mobles per a habitacions de nens en el Haus am Horn a Weimar, així com un teatre de titelles i altres joguines. Es va graduar a Dessau al 1927.

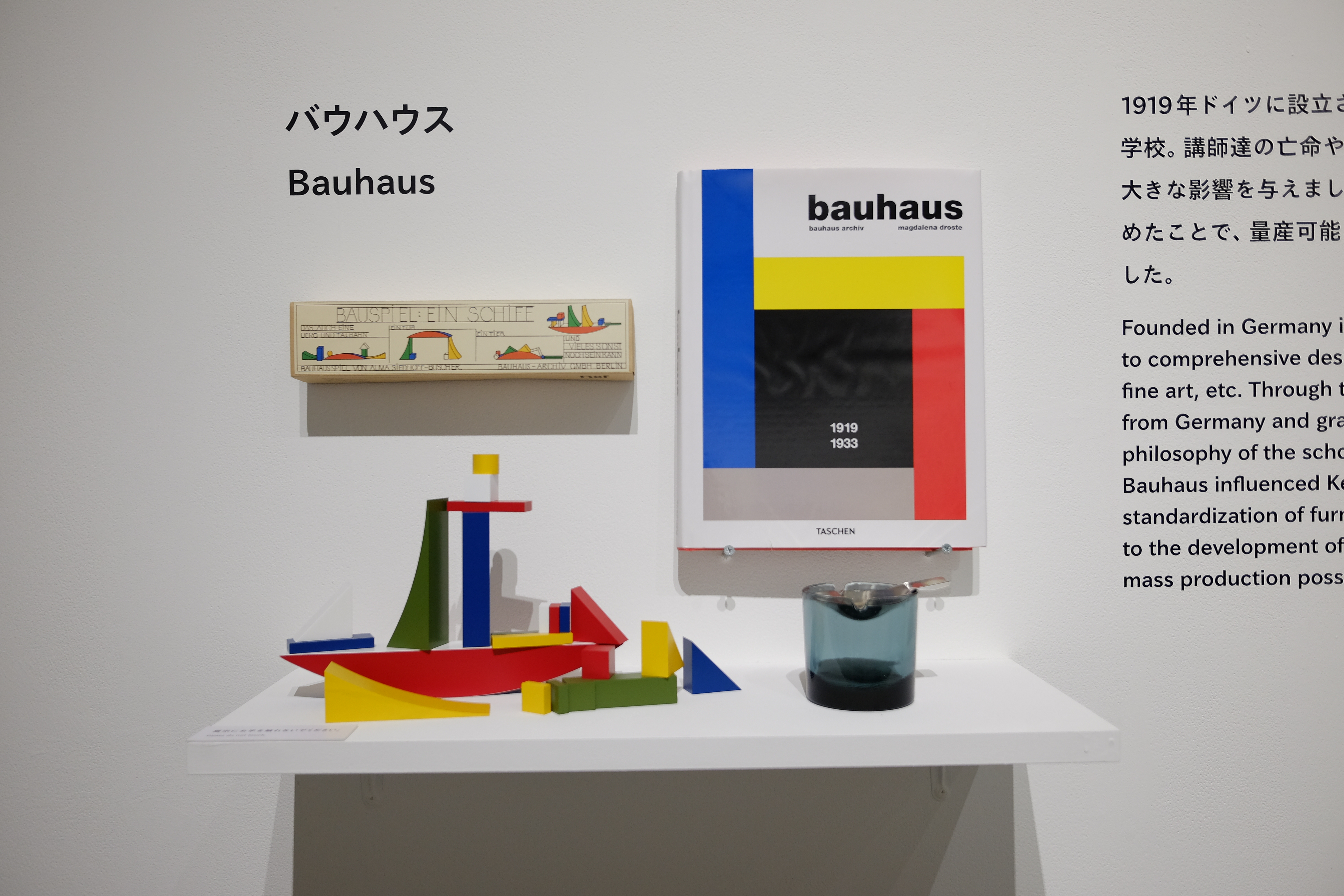
El joc de construcció de vaixells de Siedhoff-Buscher en una exposició de 2016 a Tòquio.

El 1924, quan Alma Buscher encara estudiava, el Zeiss Kindergarten de Jena va ser equipat amb mobles dissenyats per ella. Aquest mateix any, els seus dissenys de mobles i joguines es van mostrar en un congrés celebrat a Jena per a professors de jardí d'infància, líders juvenils i prestadors de cures infantils, i també en l'exposició Benestar Juvenil a Turíngia, celebrada a Weimar. L'estètica sostenible, pràctica i minimalista dels seus dissenys no va ser prou valorada a la Bauhaus, però des del primer moment va tenir una gran acceptació de públic i crítica.

## Obra

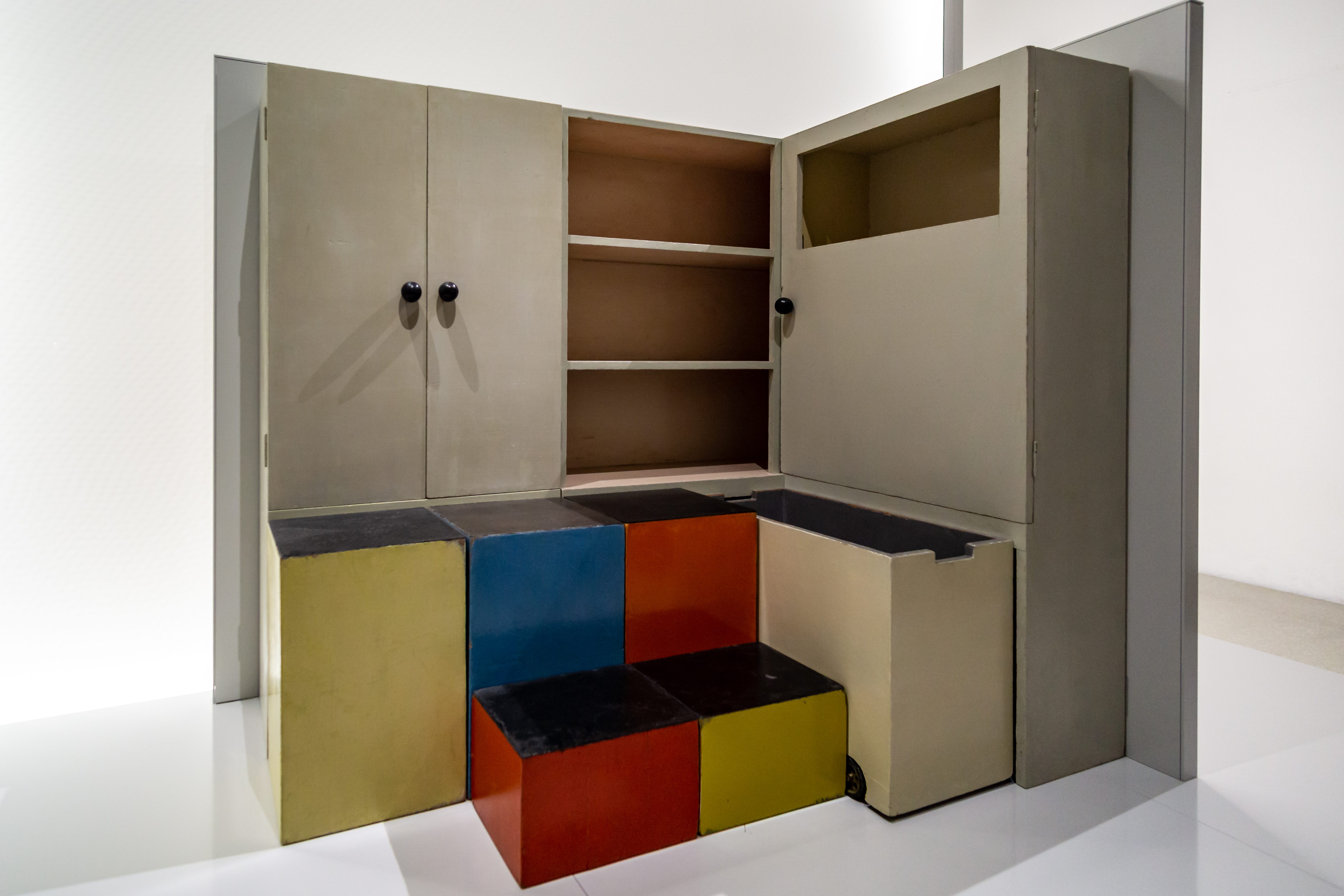
Armari de joguines infantil de Siedhoff-Buscher

Dues de les seves obres més conegudes són el Kleine Schiffbauspiel (Petit joc de construcció de vaixells) que va crear el 1923, que consta de 32 peces de fusta de colors, i Große Schiffbauspiel (Gran joc de construcció de vaixells), fet el 1924, format de 39 peces. També va crear el 1923 les Wurfpuppen (nines de corda flexible amb caps de fusta) i el 1927 els kits de retalls per a grues i pots de vela, publicats originalment per Otto Maier-Verlag a Ravensburg. A partir de 1977, tant els jocs de construcció de vaixells com els kits retallables es van tornar a comercialitzar.

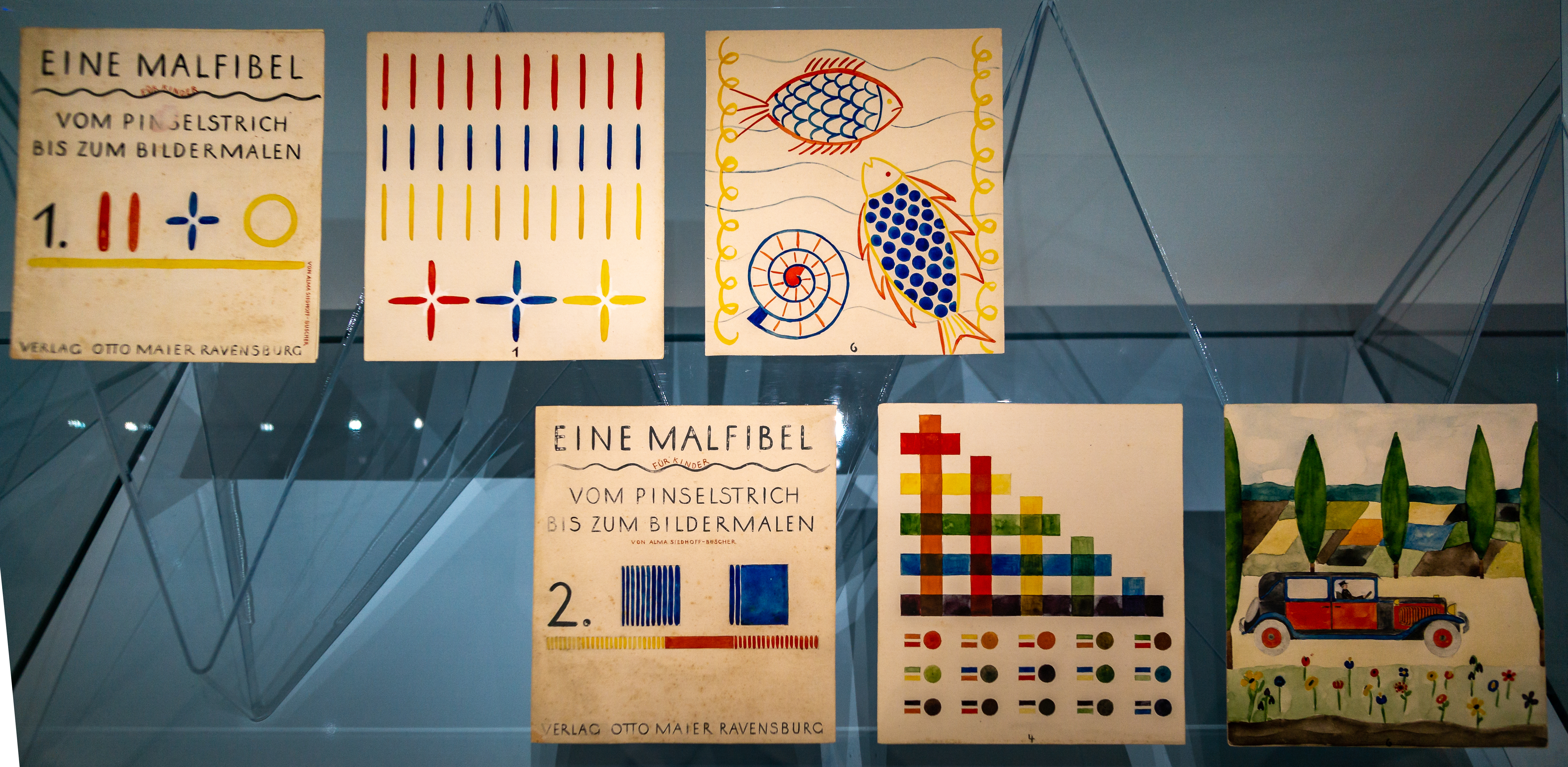
Llibre de colors per a nens d'1 i 2 anys

Al 1923, la Haus am Horn de nova construcció va representar un prototip revolucionari per a la vida moderna a la qual Alma Siedhoff-Buscher va aportar també els seus dissenys de mobles per a nens, entre els quals la seva llar d'infants, especialment elogiada, constituïda per armari, canviador, cofre, bressol, armari per a llençols, armaris per a joguines, cadira amb rodes i banc. El disseny net dels colors primaris i l'atemporalitat de les formes bàsiques aportaven als mobles infantils d'Alma Buscher senzillesa i multifuncionalitat, de manera que el canviador de bolquers podia esdevenir, per exemple, un escriptori, i la finestra retallada, un teatrí de titelles, i oferien als nens i nenes un material sempre obert a la seva necessitat i imaginació.

## Vida personal
Es va casar amb l'actor i ballarí Werner Siedhoff i quan la Bauhaus es va traslladar a Dessau, al 1925, ella i el seu marit també es van traslladar a aquest enclavament industrial. Va romandre a Dessau fins a 1928. Va tenir dos fills amb Siedhoff, Joost, nascut el 1926 i que es faria actor, i Lore, nascuda el 1928. A partir de 1928, a causa de la professió del seu marit, la família va haver de traslladar-se unes quantes vegades de ciutat de residència.
Alma Siedhoff-Buscher va morir durant un bombardeig en la Segona Guerra Mundial a Buchschlag, prop de Frankfurt del Main, el 25 de setembre de 1944.

## Llegat
La seva obra va quedar oblidada durant dècades, però una exposició de 1995 sobre moble infantil, comissariada per Cornelia Will i celebrada a Velbert, Alemanya, va redescobrir-la. El 2004-2005 el Museu Bauhaus de Weimar va organitzar una exposició individual de la seva obra titulada Alma Siedhoff-Buscher: Eine neue Welt für Kinder (Alma Siedhoff-Buscher: un nou món per a nens) i després se n'han fet altres mostres a l'Arxiu de la Bauhaus de Berlín el 2006.

## Recreació
Lotte Brendel, el personatge principal de ficció de la pel·lícula de la televisió alemanya Lotte am Bauhaus, emesa per primera vegada al febrer de 2019, està inspirat en la història de la dissenyadora Alma Siedhoff-Buscher.